# Тамазаев, Ибрагим Насрулаевич
Ибрагим Насрулаевич Тамазаев (29 августа 1984, с. Новогагатли, Хасавюртовский район, Дагестанская АССР, РСФСР, СССР) — российский кикбоксер, чемпион мира, многократный чемпион России. Заслуженный мастер спорта России.

## Спортивная карьера
Тайским боксом занимался с 1999 года в родном селе Новогагатли, тренировался под руководством А. Исламгереева. После окончания школы поступил в ВУЗ в Невинномысск, где и продолжил заниматься спортом у Владимира Шадничева. В октябре 2004 года в Черногории стал чемпионом Европы в разделе лоу-кик по версии WAKO. В мае 2012 года в Невинномысске в бою за звание чемпиона мира по версии WKA одержал победу над украинским кикбоксером Иваном Григорьевым. На профессиональном ринге провел 17 боев, одержал 16 побед (1 ничья).

## Достижения
- Чемпионат России по кикбоксингу 2001 — ;
- Чемпионат России по кикбоксингу 2002 — ;
- Чемпионат России по кикбоксингу 2003 — ;
- Чемпионат мира по кикбоксингу WAKO 2003 — ;
- Чемпионат России по кикбоксингу 2004 — ;
- Чемпионат Европы по кикбоксингу WAKO 2004 — ;
- Чемпионат России по кикбоксингу среди профессионалов 2004 — ;
- Чемпионат России по кикбоксингу 2005 — ;
- Чемпионат мира по кикбоксингу WAKO 2005 — ;
- Чемпионат России по кикбоксингу среди профессионалов 2005 — ;
- Чемпионат России по кикбоксингу 2006 — ;
- Чемпионат Европы по кикбоксингу WAKO 2006 — ;
- Чемпионат России по кикбоксингу среди профессионалов 2006 — ;

## Личная жизнь
В 2001 году окончил среднюю школу № 1 в Новогагатли. В 2002 году поступил на юридический факультет невинномысского ВУЗа. Младший брат: Ислам — также кикбоксер 